# Live Entertainment Center
Live Entertainment Center, ook wel @Live Entertainment Center / At Live Entertainment Center, tot 2017 Flamboyant Park, is een evenementencentrum in Paramaribo, Suriname. Het ligt aan de Lalla Rookhweg tussen de Hermitage Mall en het Lalla Rookh-complex.
Het is een van de grootste evenementencentra van Paramaribo. Het is voor een deel in de open lucht en overdekt en twee hectare groot. Er worden evenementen georganiseerd op het gebied van muziek, cultuur, sport, mode, religie en yoga, evenals vak- en autobeurzen.
Het centrum ging in 2017 over van eigenaar en stond tot die tijd bekend onder de naam Flamboyant Park. Er hebben tal van artiesten uit binnen- en buitenland opgetreden, variërend van King Koyeba en Ai Sa Si, tot de Ghabiang Boys, Aptijt en Jandino.